# Ruskov
Ruskov – wieś (obec) na Słowacji położona w kraju koszyckim, w powiecie Koszyce-okolice. Pierwsze wzmianki o miejscowości pochodzą z roku 1303. 
Według danych z dnia 31 grudnia 2012, wieś zamieszkiwało 1416 osób, w tym 700 kobiet i 716 mężczyzn.
W 2001 roku rozkład populacji względem narodowości i przynależności etnicznej wyglądał następująco:
- Słowacy – 97,71%
- Czesi – 0,69%
- Polacy – 0,08%
- Ukraińcy – 0,23%
- Węgrzy – 0,46%

Ze względu na wyznawaną religię struktura mieszkańców kształtowała się w 2001 roku następująco:
- Katolicy rzymscy – 80,44%
- Grekokatolicy – 2,14%
- Ewangelicy – 0,99%
- Prawosławni – 0,46%
- Husyci – 0,08%
- Ateiści – 5,04%
- Nie podano – 3,9%